# Ferdinando Del Sole
Ferdinando Del Sole (Napels, 17 januari 1998) is een Italiaans voetballer die bij voorkeur als aanvaller speelt. Hij wordt door Juventus verhuurd aan Pescara Calcio.

## Clubcarrière
Del Sole werd geboren in Napels en is afkomstig uit de jeugdacademie van Pescara Calcio. Op 27 augustus 2017 debuteerde hij in de Serie B tegen US Foggia. 
Op 31 augustus 2017, de laatste dag van de zomerse transferperiode, werd bekend dat hij de overstap maakt naar Juventus. Del Sole wordt nog één jaar verhuurd aan Pescara.